# Ferdjioua
Ferdjioua (en arabe:فرجيوة), anciennement Fedj M'zala|ⴼⴻⵊ ⴰⵎⵥⴰⵍⴰ | فج مزالة,   est une commune et chef-lieu de la daïra de Ferdjioua de la wilaya de Mila en Algérie. Ferdjioua se situe dans le pays Kotama Dans la region de (Kabylie), près des Hauts-Plateaux et faisait partie de la Wilaya de Jijel jusqu'en 1984.

## Géographie

### Toponymie
Anciennement, la ville fut connue sous le nom de Fedj M'Zala («  Quant au nouveau nom donné à la ville, elle fait debat parmi les spécialistes,  Ferdjioua, Fedj Elakhyar pour se fixer enfin sur le nom de Ferdjioua ce qui signifie le nom d'une tribu 'qui vivait autrefois dans la région, et parmi les tribus les plus en vue qui vivaient dans la région du Fedj M'zala sont: Ferdjioua , Zouagha...
[réf. nécessaire]

### Localisation
La commune de Ferdjioua est localisée au Nord-Ouest de la wilaya de Mila à 37 km à l'ouest de Mila par la RN79, à 89 km au Sud de Jijel et à 87 km à l'Ouest de Constantine à 73 km au l'Est de Sétif à 383 km à l'Est d' Alger.
| Elayadi Barbes     | Tassadane Haddada  | Rouached          |
| Aïn Beida Harriche | Ferdjioua          | Yahia Beni Guecha |
| Aïn Beida Harriche | Derradji Bousselah | Bouhatem          |

## Quartiers et rues

### Quartiers commerciaux
Rue 1 Novembre 1954 , Cité Chateau d'eau , Cité Azzeddine Boughouasse (l'Houche) , 8 Mai 1945 , Bardoo , Cité Filali Mohamed Taher , 347 logements , 529 logements …

### Quartiers anciens
Rue Salah Djebir , Romblier , Cité Mohamed Meddahi , Roud  El goumia , Cité Azzeddine Boughouass (l'Houche) , Soumam , Rue Tiss Achour , Rue Bouhanna Messaoud , Rue 1 Novembre 1954 …

### Quartiers modernes
Cité Houari Boumediene , Logements 529 , Logements 347 , Logements 147 , Cité 5 juillet (105) , Cité 306-A Logements , Cité 306-B Logements , Cité Bourrouh , 500  Logements AADL , Cité 550 logements sociale , Cité 242 CNEP-EMMO , Cité 200 Logements , Logements 177 , Cité Beni Ouakdan , Cité Belhadj Selimane (Moura) , Cité 90 LPA , 350 Logements AADL , 300 Logements AADL , Cité Lebzir (710 logements) …

## Localités de la commune
La commune de Ferdjioua est composée plus de vingt localités: Oum Lahdjal, Mentoura, Aïn El hamra, Sebikhia, Rebiba, Aïn Lahdjar, Aïn Safsaf, Beni Khettab, Beni Ouakdene, Chaabet El Ouasfane (Sebikhia inférieure), Draa Lahmar (El Ouafa), El Mazoula, El Meroudj, Ghabalous, Ramla, Hemara, Laabiat, Merabtine, Mezaïte, Tarmile, Sidi Meddour, Tarast, et Zourag.

## Relief, géologie, hydrographie
La ville de Ferdjioua est construite au-dessus de nombreux plateaux et parfois plaines, et les villages sont différents dans les montagnes, plateaux, plaines, pentes. La ville se trouve dans une vallée en contrebas du col qui lui donne son nom, le Ras Ferdjioua au sud et le Montagne Boucharef au nord à 1 165 mètres.
L'Oued Bousselah traverse la commune du nord au sud. La région est entourée des montagnes de: El Hafah, Bousharef, Ghabalous, Beni Ouakden.

## Transports
La  route nationale: RN79 prend son départ de la ville pour terminer à Constantine. La route nationale: RN100 y prend aussi naissance pour finir à Ain Fakroun. La route nationale: RN77A traverse du nord au sud; la ville est desservi par un chemin de wilaya: CW5bis.

## Distance des autres villes d'Algérie
- Ferdjioua - Alger: 383 km;
- Ferdjioua - Constantine: 89 km;
- Ferdjioua - Mila: 37 km;
- Ferdjioua - Sétif: 73 km;
- Ferdjioua - Jijel: 91 km;
- Ferdjioua - El Eulma: 42 km;
- Ferdjioua - Chelghoum Laïd: 36 km;

## Histoire
Cette ville a été fondée par le célèbre Ferroudjihar, contre les Romains en 1500 AC[réf. nécessaire]. Habitée par les berbères Kotama, la région joue un rôle important au Moyen Âge au Maghreb dans l'avènement de la dynastie fatimide.
En 1846, aidé par les militaires français ? (Merci de préciser de qui il s'agit, lorsque vous évoquez une personne qui aurait été aidée par les militaires français), il (qui donc ???) soumet les Beni Gheboula[réf. nécessaire] et les Beni Foughal ( mais qui donc soumet ces deux tribus ou clans, pouvez-vous préciser encore une fois svp)[réf. nécessaire]. En 1862, il se retire et s'installe à Constantine d'où il dirigera le caïdat de Fedj M'Zala. En 1864, lorsque éclate la révolte des Ferdjioua et des Zouagha contre le Bordj de Zeghaïa, il est arrêté et interné à Pau. Son commandement est donné à son neveu et son gendre, Ahmed Bouakkaz et Ben Derradji, le premier prend le titre de Khalif des Babors.
Le 1er janvier 1875, est installé un bureau arabe. Le 1er décembre 1880, la ville est érigée en commune-mixte. 
À l'indépendance de l'Algérie, la commune est renommée Fedj M'zala ensuite Ferdjioua ; elle devient chef-lieu de Daïra de Ferdjioua dependant de Constantine puis de Jijel en 1984, peu après rattachée à la Wilaya de Mila.

## Démographie
La population de Ferdjioua en 2008 est 61 894 en 2008, c'est la troisième plus grande commune de la wilaya de Mila; la population de Ferdjioua ou Fedj m'zala, font partie du pays des Kotama (petite kabylie) qui sont des amazigh (berbères).
Les habitants de la région sont communément appelés Kabyles hadra ou hadhra qui descendent des Berbères Kutamas. Ce sont donc des montagnards d'origine Berbère mais parlant un dialecte Djidjélien
Nota:
Entre 1963 - 1984, les villages suivants: Bouhatem, Elayadi Barbes, Derrahi Bousslah, Beni Guecha, Tassadane Heddada, Zeghaia, Terrai Bainen, Tiberguent, Tassala, Oued Endja, Rouached, Minar Zareza, Amira Arres, Ahmed Rachedi, Ain Bieda Harriche,  faisaient partie de la commune mixte de Fedj M'zala.
| 1892 | 1897 | 1902 | 1928 | 1966    | 1977    | 1987   | 1998   | 2008   |
| ---- | ---- | ---- | ---- | ------- | ------- | ------ | ------ | ------ |
| 57   | 383  | 179  | 408  | 46 995* | 51 444* | 28 040 | 40 441 | 61 894 |

## Administration et politique
| Période | Période | Identité           | Étiquette | Qualité      |
| ------- | ------- | ------------------ | --------- | ------------ |
| 2002    | 2005    | Mahfoud Bencherif  | Islah     |              |
| 2005    | 2007    | Abdelhak Bouzerara | Islah     |              |
| 2007    | 2012    | Abdelhafid Torchi  | PT        | Entrepreneur |

## Économie
il y a un marché hebdomadaire tous les vendredi pour la vente de tous produits; jeudi se tient un marché des véhicules  et engins roulants. Il y a un marché quotidien de fruits et légumes. 
La ville a une petite zone industrielle au sud-ouest(ZAC), on y trouve la SONARIC, une entreprise publique qui produit de l’électroménager, chauffage et climatisation, qui emploie près de 300 personnes et la minoterie Beni Haroun du groupe alimentaire publique Agrodiv qui emploie 179 personnes en 2009.  

## Sports
Le club local est le CRB Ferdjioua, fondé en 1935 sous le nom de Fedj M'Zala Athletic Club (FAC) et suspendu temporairement, après l'indépendance de l'Algérie pour lancer le CRBF en 1964; il évolue en division régionale. Il y a aussi d'autres cubs : 
- NRMF : Najm Riyadi Madinet Ferdjioua elle est suspendu en 2009 .
- DSBF : Djayl Sportif Baladiyet Ferdjioua
- AFF : Amel Ferdjioua Football crée en 2019
- UJCF : club de hand ball actif dans la 2éme classe nationale
- NRBBF : Nadi Riyadi Basket Ball Ferdjioua
- FAC : nadi Fedj M'zala li sibaha
- CNF Club Natation Ferdjioua

## Équipements
La ville compte un certain nombre d'équipements et de services publics que sont : 
- un hôtel : l'hôtel El Agha;
- cinq lycées (Mouhamed Boudiaf - Bouhanna Messaoud - Mentouri Bachir - Bechenoun Saadi - Lachhab Ahmed " lycée technique ");
- un tribunal;
- deux gares routières;
- EPH : Etablissement Publique Hospitalière Mohamed Meddahi 240 lits (Le plus grand hôpital du wilaya);
- EPSP : Etablissement Publique de Santé de Proximité " EPSP-Ferdjioua ";
- un stade communal;
- une piscine semi-olympique;
- une bibliothèque municipale;
- une salle multisports de 500 places;
- des auberges;
- une maison de jeunes.

## Culture et patrimoine
Le Palais de l'Agha: appelé aussi: Djenen El Hakem, il servait de siège au commandant de la région désignée par le Bey de Constantine, il servait à l'époque française de siège de l'autorité. Il s'étale sur 800 m2 , bâtis et 2 000 m2 de jardins.